# Байгулова, Светлана Геннадьевна
Светлана Геннадьевна Байгулова (род. 13 июля 1975) — российская легкоатлетка, специалистка по бегу на длинные дистанции, кроссу, горному бегу, марафону. Выступала на профессиональном уровне в 1997—2010 годах, многократная победительница и призёрка первенств всероссийского значения, участница ряда крупных международных стартов, в том числе чемпионата Европы в Будапеште. Представляла Самарскую область. Мастер спорта России международного класса.

## Биография
Светлана Байгулова родилась 13 июля 1975 года. Занималась лёгкой атлетикой в городе Тольятти Самарской области, проходила подготовку под руководством тренера Н. А. Матрина.
Впервые заявила о себе на международном уровне в сезоне 1997 года, когда вошла в состав российской сборной и выступила на молодёжном европейском первенстве в Турку, где в беге на 10 000 метров стала пятой.
В 1998 году выиграла серебряную медаль в дисциплине 6 км на открытом чемпионате России по кроссу в Кисловодске, одержала победу в дисциплине 10 км на открытом чемпионате России по бегу по шоссе в Адлере, заняла 22-е место на чемпионате мира по кроссу в Марракеше, 16-е место на Европейском вызове по бегу на 10 000 метров в Лиссабоне, девятое место на полумарафоне в Нижнем Новгороде, превзошла всех соперниц в беге на 5000 метров на чемпионате России в Москве. Благодаря череде удачных выступлений удостоилась права защищать честь страны на чемпионате Европы в Будапеште, где в конечном счёте сошла с дистанции. Также в этом сезоне отметилась выступлением на Кубке мира в Йоханнесбурге — в 5000-метровой дисциплине пришла к финишу седьмой.
В 1999 году показала 75-й результат на кроссовом чемпионате мира в Белфасте.
В 2000 году заняла 43-е место на чемпионате мира по кроссу в Виламуре.
В 2001 году победила на Космическом марафоне в Королёве.
В 2002 году помимо прочего стала четвёртой на марафоне в Сан-Паулу, второй на Ливерпульском полумарафоне.
В 2004 году одержала победу на Московском международном марафоне мира, была седьмой на Бейрутском марафоне.
В 2006 году выиграла Бермудский международный марафон в Гамильтоне.
В 2007 году с личным рекордом 2:37:36 финишировала пятой на Дюссельдорфском марафоне.
В 2008 году стала третьей на Севильском марафоне, выиграла серебряную медаль на чемпионате России по горному бегу в Красной Поляне.
В 2009 году пробежала три марафона в США: была второй в Джексонвилле, третьей в Де-Мойне, второй в Роли.
В 2010 году победила на Кентуккийском марафоне в Луисвилле и на этом завершила спортивную карьеру.
За выдающиеся спортивные достижения удостоена почётного звания «Мастер спорта России международного класса».
Тренер Спортивной школы олимпийского резерва № 3 «Лёгкая атлетика» в Тольятти. Член комитета горного бега Самарской областной федерации лёгкой атлетики.